# Суоми М 1931
Суоми М 1931 на фински: Suomi-konepistooli m/31, е картечен пистолет, използван основно в Съветско-финландската война от 1939 г. Конструиран е от Аймо Лахти. Почти половината победи на най-успешният снайперист на Финландия Симо Хаюха са постигнати при близък бой с картечния пистолет. Изключително ефективното използване на автомата в тази война води до решението за разработката на аналогично оръжие на Съветската армия: ППШ-41. Сталин лично е държал пълнителят на този картечен пистолет да бъде дисков.

## Конструкция
9 милиметровия картечният пистолет Суоми работи на принципа на свободния затвор. Оръжието е известно с високото качеството на материалите и изработката си и стреля при ниски температури без проблеми. Оръжието може да води единичен и автоматичен огън. Теглото му е 7,09 кг. с дисков пълнител. 

### Производство и оператори
- Между 1939 и 1944 г. на финландската армия са доставени 56847 бр картечни пистолети.
- По няколко хиляди картечни пистолети са доставени на Германия и Швейцария.
- Има доставени картечни пистолети за Хърватска, Дания и други
- За България е трябвало да бъдат доставени 5500 бр., но най-вероятно доставката не е осъществена поради необходимостта от тези оръжия за финландската армия[2] Има сведения, че има доставени картечни пистолети Суоми за създадените по това време български парашутни поделения.

## Галерия
- KP/-31 с барабанен пълнител и наабор за почисване.
- Скъсен модел KP/-31 за стрелба от бункер.
- KP/-31 с частично открит пълнител: вижда се разположението на патроните.
- Затворен и частично открит барабанени пълнители.
- Картечен пистолет MP 43/44 (швейцарско лицензионно копие на Суоми KP/-31).
- Финландски войници с картечен пистолет Суоми и панцерфауст около унищожен съветски танк.
- Финландски стрелец със Суоми в засада, Карелия.
- Финландси войник, въоръжен с картечен пистолет Суоми KP/-31 с 4-реден пълнител.
- Картечен пистолет Суоми KP/-26 калибър 7,65 мм (прототип Suomi KP/-31).